# Institut de mathématique d'Orsay
L'Institut de mathématique d'Orsay (IMO) est un département universitaire de la faculté des sciences de l'université Paris-Saclay.
Il est composé : 
- du Laboratoire de mathématiques d'Orsay (LMO), le laboratoire de recherche du département de mathématiques. Le Laboratoire de mathématiques d'Orsay est contractualisé avec le CNRS (UMR 8628). Le laboratoire est rattaché à deux écoles doctorales, l'ED 574 - école doctorale de mathématiques Hadamard[1], et l'ED 575 - PEPS (Physique et ingénierie : électrons, photons, sciences du vivant)[2] ;
- de la Fondation mathématique Jacques Hadamard (FMJH) ;
- de la Bibliothèque Jacques Hadamard ;
- du Département d’Enseignement de Mathématiques d’Orsay ;
- et de l'École doctorale de mathématiques Hadamard de l'université Paris-Saclay.

## Historique
Le Laboratoire de mathématiques d'Orsay existe depuis 1998.
Il résulte de la fusion des cinq unités de recherche associée (URA).
Il est dirigé par un conseil de laboratoire de vingt membres. Le laboratoire cofinance la bibliothèque mathématique Jacques-Hadamard du département de mathématiques (UMS 1786).
Le 25 octobre 2017, le président de la République Emmanuel Macron inaugure le nouvel Institut de Mathématique d'Orsay (IMO) qui réunit les équipes du Laboratoire de mathématiques d'Orsay (Université Paris-Saclay / CNRS), une partie des enseignements et la bibliothèque Jacques Hadamard de l'université Paris-Saclay.
En juillet 2020, la faculté des sciences de l'université Paris-Saclay et son Institut de mathématique font leur entrée dans le classement de Shanghai en plaçant leur université au 1er rang mondial dans le domaine des mathématiques ainsi qu'au 9e rang mondial dans le domaine de la physique.

## Description
Le laboratoire de mathématiques d'Orsay est consacré à recherche scientifique en mathématiques, principalement les mathématiques pures, et dans une moindre mesure, mais de façon progressivement plus importante, les mathématiques appliquées (informatique et sciences de la vie). 
Il est localisé sur le campus universitaire d'Orsay, à l'Institut de mathématique d'Orsay.
Le laboratoire se divise en cinq équipes de recherches :
- Analyse harmonique
- Analyse numérique et équations aux dérivées partielles
- Arithmétique et géométrie algébrique
- Probabilités et statistiques
- Topologie et dynamique

En 2013, le laboratoire comptait 103 enseignants chercheurs, dont 37 professeurs des universités et treize directeurs de recherche (CNRS), et une centaine de doctorants.
Le LMO est membre fondateur en 2011 de la Fondation mathématique Jacques-Hadamard (FMJH), également présente sur le campus universitaire de l'université Paris-Saclay.

## Liste de membres notables

### En poste
L'Institut de mathématiques d'Orsay et son laboratoire comptent parmi leurs membres plusieurs personnalités de premier plan des mathématiques françaises :
- Yves Benoist,
- Jean-Michel Bismut,
- Jean-Benoît Bost,
- Raphaël Cerf,
- Nicolas Curien,
- Guy David,
- Élisabeth Gassiat,
- Patrick Gérard,
- Bernard Helffer,
- Guy Henniart,
- Dominique Hulin,
- Jean-François Le Gall,
- Yves Le Jan,
- Pascal Massart,
- Daniel Perrin,
- Claude Viterbo.

### N'y travaillant plus
Plusieurs mathématiciens éminents ont été rattachés à ce laboratoire :
- Nalini Anantharaman (prix Henri-Poincaré 2012),
- Henri Cartan,
- Jean Cerf,
- Ngô Bảo Châu (médaille Fields 2010),
- Antoine Chambert-Loir,
- Emmanuel Breuillard,
- Adrien Douady,
- Hubert Delange,
- Jacques Deny,
- Jean-Marc Fontaine,
- Alexandre Grothendieck[8],
- Monique Hakim,
- Jean-Pierre Kahane,
- François Labourie,
- Laurent Lafforgue (médaille Fields 2002),
- Michel Raynaud,
- Pierre Samuel,
- Nessim Sibony,
- Wendelin Werner (médaille Fields 2006),
- Jean-Christophe Yoccoz (médaille Fields 1994),
- Susanna Zimmermann.